# Gobiosoma hemigymnum
Gobiosoma hemigymnum är en fiskart som först beskrevs av Eigenmann och Eigenmann, 1888.  Gobiosoma hemigymnum ingår i släktet Gobiosoma och familjen smörbultsfiskar. Inga underarter finns listade i Catalogue of Life.